# Скоу, Йоаким Фредерик
Йоаки́м Фре́дерик Ско́у (Скау) (дат. Joakim Frederik Schouw, или дат. Joachimus Fredericus Schow; 7 февраля 1789, Копенгаген, — 28 апреля 1852, там же) — датский геоботаник и эколог, ординарный профессор.
Один из основоположников географии растений.

## Путь в науке
С 1808 учился в Копенгагенском университете.
В 1816 получил учёную степень доктора права.
В 1816–1820 и в 1829–1830 совершил путешествия по разным областям Европы (Италия, Карпаты, Лапландия, Франция).
С 1821 экстраординарный и с 1845 ординарный профессор ботаники Копенгагенского университета.
Директор Копенгагенского ботанического сада (с 1841).
В 1843 издавал «Flora Danica».
В основу флористического районирования земного шара (25 флористических “царств”) положил наличие эндемичных видов, родов и семейств, а также преобладание определённых таксонов.
Разрабатывал вопросы экологической биогеографии растительности, в частности, зависимость распространения растений от климата и почвы.

## Печатные труды
- нем.  Schouw J.F. Grundzüge einer allgemeinen Pflanzengeographie / aus dem Dänisch. übers. vom Verfasser. – Berlin: G. Reimer, 1823
- дат.  Schouw J.F. Plantegeographisk Atlas. Copenhague, 1824
- англ.  Schouw J.F. On the geographical distribution of palms (Palmæ) // The Edinburgh Philos. J. 1826. P. 34–38
- дат.  Schouw J.F. Skildring af Vejrligets Tilstand i Danmark. Copenhague, 1826
- нем.  Schouw J.F. Naturschilderungen, eine Reihe allgemein faßlicher Vorlesungen. Kiel, 1840
- дат.  Schouw J.F. Scandinaviens Natur og Folk. Et Foredrag; Kjøbenhavn, 1845
- дат.  Schouw J.F. Ege- og Birke-Familiens geographiske og historiske Forhold i Italien. Kjøbenhavn, 1847
- нем.  Schouw J.F. Proben einer Erdbeschreibung. Mit einer Einleitung über die geographische Methode. Berlin, 1851
- англ.  Schouw J.F. The earth, plants, and man. Popular pictures of nature / transl. and ed. by A. Henfrey. – L.: H. G. Bohn, 1859